# مالفينا بولوس
مالفينا مارجوري بولوس (بالإنجليزية: Malvina Bolus)‏ (4 يوليو 1906 - 6 نيسان 1997) هي مؤرخة وجامعة تحف كندية، عرفت كمحررة في مجلة القندس التابعة لشركة خليج هدسون الكندية.
ولدت في خليج فوكس، جزر فوكلاند، تلقت تعليمها في إنجلترا وانتقلت لكندا عام 1926. من عام 1927 إلى 1936 كانت عضو في مجلس العموم الكندي، 1933 إلى 1936 عملت كسكرتيرة لدى أغنيس ماكفيل، أول امرأة تم انتخابها في مجلس العموم الكندي.
بدأت العمل في شركة خليج هدسون الكندية عام 1956 في قسم العلاقات العامة، ومن عام 1958 إلى 1972 عينت محررةً لمجلة القندس. مؤلفة: صورة كندا 1953، وفن الإسكيمو 1967، والناس والحبيبات 1972. في عام 1970 أنشأت مكتب وسام كندا.